# 飯田道雄
飯田 道雄（いいだ みちお、1913年10月5日 - 1997年9月2日）は、日本の実業家。

## 経歴
神奈川県出身。1931年に京浜電気鉄道(のちの京浜急行電鉄)に入社し、1935年に日本大学専門部商科を卒業した。自動車部長、取締役、事業本部長、常務、専務を経て、1975年5月に副社長に就任し、1981年6月に社長に昇格し、1987年6月に会長に就任した。
1975年11月に藍綬褒章を受章し、1985年4月から勲二等瑞宝章を受章した。
1997年9月2日、心不全のために横浜市の病院で死去。83歳没